# Petitcoudiac
Ne doit pas être confondu avec Petitcodiac.
Petitcoudiac est un village fondé en 1698, en même temps que le village acadien de Chipoudy. 
Guillaume Blanchard de Port-Royal, un des premiers colons établi à Petitcoudiac, était le compagnon de Pierre Thibodeau à Chipoudy. Guillaume Blanchard était accompagné par trois de ses fils, René, Antoine, et Jean; et par son genre, Olivier Daigre (Daigle), d'Antoine Gaudet, de Germain Gaudet, Guillaume Gaudet, et les trois fils de Pierre Gaudet, son beau-frère de Port-Royal.

## Déportation
En août 1755, des détachements de soldats anglais sont envoyés vers Beaubassin, Peticodiac, Chipoudy, et Memramcook pour prendre les Acadiens prisonniers. Or, sous le conseil du missionnaire, l'abbé LeGuerne, les habitants s'étaient cachés dans la forêt. C'est alors que le 26 août, le lieutenant Boishébert et 125 hommes et un groupe de Micmacs, surprend 200 Anglais, commandés par le major Frye. Les Anglais avait incendié l'église de Chipoudy et 181 habitations, ainsi que 250 maisons dans Petitcodiac. Boishébert donne l'ordre d'attaquer au moment où les Anglais mettent le feu à l'église de Petitcodiac. Après trois heures de combat, les Anglais se retirent avec cinquante morts et une soixantaine de blessés. C'est ainsi que plus de 200 familles purent échapper à la déportation.